# Manufacturing Message Specification
Manufacturing Message Specification (meglio noto come MMS) è uno standard internazionale (ISO 9506) che si occupa del trasferimento in tempo reale di dati per processi di controllo e supervisione tra dispositivi di rete o applicativi per computer. Lo standard è sviluppato e mantenuto dalla commissione tecnica ISO 184 (TC184) e si occupa di definire:
- Un insieme di oggetti standard che ogni dispositivo deve avere, su cui possono essere eseguiti operazioni come letture (read), scritture (write) o segnalazione di eventi (event signaling). L'oggetto principale prende il nome di Virtual manufacturing device (VMD) e tutti gli altri oggetti come variabili, domini, files sono contenuti dentro VMD.
- Un insieme standard di messaggi scambiati tra le stazioni client e server per operazioni di monitoraggio e controllo degli oggetti.
- Un insieme di regole di codifica per la mappatura di questi messaggi in pacchetti di byte da trasmettere.